# As Viagens de Gulliver (filme de 2010)
Gulliver's Travels (br/pt: As Viagens de Gulliver) é um filme americano de 2010, dirigido por Rob Letterman e baseado no clássico As Viagens de Gulliver de Jonathan Swift, embora o filme se passe nos dias atuais. O filme é estrelado por Jack Black, Emily Blunt, Jason Segel, Billy Connolly, Catherine Tate e Amanda Peet, foi lançado em 22 de dezembro de 2010, convertido em 3D.

## Enredo
Gulliver trabalha há 10 anos como entregador de correspondência de um jornal de Nova Iorque. Um dia, ele acaba recebendo uma oferta para que escreva um texto sobre suas viagens, que será analisado por Darcy Silverman, editora do jornal por quem é apaixonado há anos. Ela o envia para realizar uma matéria no Triângulo das Bermudas, onde ficará por três semanas. Só que, ao chegar lá, seu barco é estragado por uma forte tempestade, que o leva à cidade de Lillipute, onde as pessoas são bem pequenas. Inicialmente Gulliver é considerado inimigo mas logo depois ele salva a Princesa Mary e o rei Theodore apagando o fogo com a própria urina e ganha a confiança dos moradores de Lillipute. Entretanto, ele precisa enfrentar a hostilidade do General Edward Edwardiano, um traidor que passa para o lado dos inimigos Blefussianos. 

## Elenco
- Jack Black como Lemuel Gulliver, um homem alegre e curioso que trabalha na sala de correspondência e deseja conseguir um emprego melhor depois que um novato é promovido em seu primeiro dia
- Jason Segel como Horatio, um companheiro de prisão que, até Gulliver aparecer, era o homem mais alto de Lilliput
- Emily Blunt como princesa Mary, filha do rei Theodore
- Chris O'Dowd como o general Edward Edwardiano, o comandante arrogante do exército liliputiano
- Billy Connolly como rei Theodore, rei e governante de Lilliput
- Amanda Peet como Darcy Silverman, escritora de viagens e colaboradora de Gulliver
- Catherine Tate como rainha Isabelle, a rainha de Lilliput que cuida do marido, rei Theodore, e gosta da companhia de Gulliver
- James Corden como Jinks, secretário do rei Theodore
- T. J. Miller como Dan, o novo colega de trabalho de Gulliver que se torna chefe dele após ser promovido em seu primeiro dia

## Música
- "Rock and Roll All Nite" – Kiss
- "Listen To Mama" – Walkerman
- "Rose's Theme" – James Horner
- "The Imperial March" – John Williams
- "Sweet Child o' Mine" – Guns N' Roses
- "Kiss" – Taylor Graves
- "War" – Norman Whitfield e Barrett Strong
- "(I Keep On) Rising Up" – Mike Doughty

## Recepção
O Metacritic, que usa uma média ponderada, atribuiu ao filme uma pontuação de 33 em 100, baseado em 32 críticos, indicando críticas "geralmente desfavoráveis".